# Wish You Were Gay
"Wish You Were Gay" (estilizado em letras minúsculas) é uma canção da cantora estadunidense Billie Eilish, presente em seu primeiro álbum de estúdio, When We All Fall Asleep, Where Do We Go? (2019). A música foi lançada em 4 de março de 2019, pela Darkroom e Interscope Records. A música serve como o quarto single de seu álbum de estreia.

## Antecedentes
Eilish revelou em uma declaração que ela foi inspirada a escrever "Wish You Were Gay" aos 14 anos de idade quando estava "loucamente apaixonada por um menino". Em julho de 2017, Eilish fez um trecho acústico da faixa em seus stories no Instagram. Ela afirmou que sua paixão "realmente não estava interessada" por ela, e desejava que "ele fosse gay, para que não gostasse dela por um motivo real, em vez do fato de que não gostava dela"; acrescentou, ainda, que o garoto em questão era gay.

## Controvérsia
"Wish You Were Gay" foi criticado por ser ofensivo à comunidade LGBTQ e acusado de queerbaiting. Eilish também foi criticada por seus comentários em sua história no Instagram, onde ela disse: "Adivinha, ele acabou de me aparecer há algumas semanas. Então eu escrevi a música e o fiz o cara se fuder. Estou orgulhosa, mano, mano, exceto que não porque eu gostava muito dele, gostava dele. Ele é tão gostoso, oh meu deus". Eilish respondeu à controvérsia em uma entrevista ao PopBuzz, afirmando: "Quero deixar claro que não deve ser um insulto" e "sinto que isso foi um pouco mal interpretado. Eu tentei tanto não torná-lo ofensivo", e referiu-se à música como "uma piada".

## Créditos e equipe
Credits adapted from Tidal.
- Billie Eilish – vocais, compositor
- Finneas O'Connell – produtor, compositor
- Rob Kinelski – mixagem, equipe de estúdio
- John Greenham – engenheiro de masterização, equipe de estúdio

## Desempenho nas tabelas musicais
| Tabela musical (2019)                  | Melhor posição |
| -------------------------------------- | -------------- |
| Alemanha (GfK Entertainment Charts)    | 52             |
| Austrália (ARIA Charts)                | 5              |
| Áustria (Ö3 Austria Top 40)            | 16             |
| Bélgica (Ultratop 50 de Flandres)      | 45             |
| Bélgica (Ultratop 40 de Valônia)       | 7              |
| Canadá (Canadian Hot 100)              | 12             |
| Coreia do Sul (Goan)                   | 5              |
| Dinamarca (Tracklisten)                | 12             |
| Escócia (OCC)                          | 62             |
| Eslováquia (IFPI Slovenská Republika)  | 3              |
| Espanha (PROMUSICAE)                   | 54             |
| Estados Unidos (Billboard 100)         | 31             |
| Finlândia (IFPI Finlândia)             | 16             |
| França (SNEP)                          | 120            |
| Hungria (Single Top 40)                | 34             |
| Hungria (Stream Top 40)                | 5              |
| Irlanda (IRMA)                         | 6              |
| Islândia (Íslenski Listinn Topp 40)    | 12             |
| Itália (FIMI)                          | 69             |
| Letônia (Latvijas Radio)               | 2              |
| Lituânia (AGATA)                       | 2              |
| Malásia (RIM)                          | 13             |
| Noruega (VG-lista)                     | 14             |
| Nova Zelândia (Recorded Music NZ)      | 2              |
| Países Baixos (Single Top 100)         | 35             |
| Portugal (AFP)                         | 13             |
| Reino Unido (UK Singles Chart)         | 13             |
| República Checa (IFPI Česká Republika) | 6              |
| Singapura (RIAS)                       | 18             |
| Suécia (Sverigetopplistan)             | 13             |
| Suíça (Schweizer Hitparade)            | 46             |

| Tabela musical (2019)             | Posição |
| --------------------------------- | ------- |
| Austrália (ARIA)                  | 79      |
| Letônia (Latvijas Radio)          | 73      |
| Nova Zelândia (Recorded Music NZ) | 42      |

## Vendas e certificações
| Região | Certificação | Vendas     |
| --- | ------------ | ---------- |
| Austrália (ARIA) | Platina      | 70,000^    |
| Áustria (IFPI Áustria) | Ouro         | 15,000*    |
| Canadá (Music Canada) | Ouro         | 40,000‡    |
| Estados Unidos (RIAA) | Platina      | 1,000,000‡ |
| Nova Zelândia (RMNZ) | Ouro         | 15,000^    |
| Reino Unido (BPI) | Prata        | 200,000‡   |
| *vendas baseadas apenas na certificação ^distribuições baseadas apenas na certificação ‡vendas+valores de streaming baseados apenas na certificação |              |            |

## Histórico de lançamento
| Região | Data               | Formato                    | Gravadora           | Ref    |
| ------ | ------------------ | -------------------------- | ------------------- | ------ |
| Mundo  | 4 de março de 2019 | Download digital streaming | Darkroom Interscope | [ 53 ] |